# Ткаченко Володимир Петрович
Ткаченко Володимир Петрович (20 вересня 1957, Сочі — український радянський баскетболіст, Заслужений майстер спорту СРСР (1979), бронзовий призер Олімпійських ігор 1976 та 1980 року, чемпіон світу (1982 р.), триразовий чемпіон Європи (1979, 1981, 1985 рр.), чотириразовий чемпіон СРСР (1983, 1984, 1988, 1990 рр.), полковник запасу, найкращий баскетболіст Європи, Баскетболіст року в Європі 1979 року.

## Початок виступів
Спочатку тренувався як футбольний воротар, але тренер Володимир Ельдін умовив перейти у баскетбольну секцію.
Влітку 1972 року на першості Краснодарського краю серед школярів був визнаний кращим центровим. Його запрошували виступати у московський ЦСКА, ленінградський «Спартак». Однак, батьки порадили виступати за київський «Будівельник».
З 1974 і до 1982 рр. виступав за «Будівельник» (Київ). Потім у 1983 році перейшов грати до ЦСКА (Москва). У сезоні 1989/90 рр. почав виступати за кордоном — в іспанському клубі першої ліги «Гвадалахара».
Виступаючи за Будівельник (Київ), ЦСКА (Москва) і збірну СРСР, завоював репутацію одного з найкращих центрових світового баскетболу.
Завершив виступи через загострення старих травм спини і колін.

## Навчання
В 1982 році В.Ткаченко закінчив Київський інститут фізкультури.

## Досягнення
- Бронзовий призер Олімпійських ігор 1976 та 1980 року;
- Чемпіон світу 1982 року;
- Срібний призер Чемпіонату світу: 1978, 1986 рр.;
- Чемпіон Європи: 1979, 1981, 1985 рр.;
- Срібний призер Чемпіонату Європи: 1977, 1987 рр.;
- Чемпіон СРСР: 1983, 1984, 1988, 1990 рр.;
- Срібний призер чемпіонату СРСР: 1977, 1979, 1980, 1981, 1982, 1987 рр.;
- Бронзовий призер чемпіонату СРСР: 1974 р.;
- Переможець Спартакіади народів СРСР 1983 р. в складі збірної УРСР;
- Кращий баскетболіст Європи 1979 року.

## Нагороди
- Орден «Знак Пошани» (1985)
- 19 вересня 2015 року Ткаченко був включений до Залу слави ФІБА[3].

## Післяспортивне життя
З 2004 року працює на муніципальному підприємстві «Барвиха» (Одинцовський район, Московська область), очолює транспортну службу.

## Цікаві факти
- Дружина — Неля Ткаченко. Познайомилися, коли вона працювала в лікарсько-спортивному диспансері ЦСКА (це 2-й шлюб Володимира Ткаченка)[5].

Діти: старший син — Олег, а молодший — Ігор — баскетболіст, грав за БК «Динамо» (Москва).
- Має 54-й розмір ноги.
- На тему дружби В.Ткаченка і Арвідаса Сабоніса існує анекдот: Повертаються якось Сабоніс і Ткаченко з дружньої гулянки і знайшли на вулиці по залізному рублю. Вранці прокинулися — а це каналізаційні люки[7].